# Große Freiheit Nr. 7
Große Freiheit Nr. 7 ist ein deutscher Spielfilm unter Regie von Helmut Käutner mit Hans Albers in der Hauptrolle. Er wurde während des Zweiten Weltkriegs von Mai bis November 1943 im Deutschen Reich und dem damaligen Protektorat Böhmen und Mähren von Helmut Käutner gedreht. Es ist der erste Agfa-Farbfilm der Terra Film. Er durfte nach der Zensur vom Dezember 1944 in Deutschland nicht gezeigt werden und wurde erst 1945 von den Alliierten freigegeben. Er gehört zu den Terra-Film-Filmklassikern mit vielen seinerzeit bekannten Liedern.

## Handlung
Der in die Jahre gekommene Hannes Kröger, der eigentlich Seemann ist, verdient sich seinen Unterhalt als Anreißer, Sänger und Musiker im Hippodrom, das von seiner Geliebten Anita geleitet wird. Es liegt in der Straße Große Freiheit, einer Nebenstraße der Reeperbahn im Rotlichtviertel von St. Pauli. Hannes wird an das Sterbebett seines Bruders Jan gerufen, mit dem er sich zerstritten hat, da dieser ihm einst rücksichtslos die Zukunft verbaut hatte. Der an Schwarzwasserfieber sterbende Jan bittet Hannes, er möge sich um seine Geliebte kümmern, die er vor einiger Zeit hat sitzenlassen. Hannes reist aufs Land und bietet dem jungen Mädchen Gisa Häuptlein, das wegen seiner Beziehung mit dem Matrosen Jan dort Opfer von Lästereien ist, an, mit nach Hamburg zu kommen. Gisa nimmt nach kurzem Zögern das Angebot an, wo sie in seinem Zimmer wohnt und sich um den Haushalt kümmert. Kröger verschafft ihr auch eine Stelle als Ladenverkäuferin, wo sie den Werftarbeiter Georg Wilhelm Scholz kennenlernt, der sich in sie verliebt.
Hannes empfindet ebenfalls Zuneigung für Gisa, die er (La) Paloma nennt. Er will sein unstetes Leben aufgeben und eine Familie gründen. Daher erwägt er, sesshaft zu werden und will als Grundlage für die Heirat mit Gisa eine Barkasse für Hafenrundfahrten kaufen. Doch Gisa hat sich inzwischen in Georg verliebt und geht mit diesem eines Sonntags nach Blankenese zum Tanz. Hannes findet zusammen mit seinen Seefahrerfreunden Fiete und Jens den Zettel mit der Einladung Georgs an Gisa und eilt den beiden nach. Nur ein heftiges Gewitter verhindert eine Schlägerei zwischen beiden. Zu dieser kommt es jedoch wenig später, als Georg Gisa in der Großen Freiheit sieht und glaubt, sie spiele ein doppeltes Spiel und sei auch Hannes’ Geliebte und zudem ein leichtes Mädchen.
Hannes’ Verlobungsvorbereitungen gedeihen immer weiter, ohne dass Gisa etwas ahnt. An dem Tag, als er ihr die Ringe überreichen will, kommt sie nicht nach Hause. Sie ist zu Georg gegangen, um ihn wegen dessen Bemerkungen zur Rede zu stellen, und bleibt schließlich die Nacht über bei ihm. Hannes wartet inzwischen vergebens und erfährt durch einen Anruf bei Gisas Arbeitgeber von ihrem Vorhaben. Er geht zurück ins Hippodrom, verabschiedet sich von Anita und begibt sich mit seinen beiden Kumpeln auf die Padua, das letzte in Hamburg beheimatete Segelschiff, um dort anzuheuern und am nächsten Tag nach Australien zu segeln.

## Hintergrund
Der Filmtitel Große Freiheit Nr. 7 weist auf die gleichnamige Straße Große Freiheit im Hamburger Stadtteil St. Pauli hin, die bereits 1610 angelegt wurde. Noch heute gibt es einen Nachtklub an dieser Stelle, der auch den Namen Große Freiheit Nr. 7 trägt. Ausländische Titel des Streifens sind: La Paloma (Frankreich),  La gran libertad No. 7 (Spanien), Människor i hamn (Schweden).
Die Regie führte Helmut Käutner nach dem Drehbuch, das er selbst zusammen mit Richard Nicolas verfasst hatte, der im Film in der Nebenrolle des alten Admirals zu sehen ist, der Hannes Ratschläge für das Leben mitgibt. Die Musik komponierte Werner Eisbrenner, die Hauptkameraführung hatte Werner Krien. Das Lied Auf der Reeperbahn nachts um halb eins stammt von Ralph Arthur Roberts.
Der Großteil der Dreharbeiten fand in den Ateliers der damals sogenannten „Babelsberg-Ufastadt“, also dem heutigen Studio Babelsberg in Potsdam, sowie in den Barrandov-Ateliers Prag statt. Außenaufnahmen entstanden im Potsdamer Ortsteil Sacrow sowie in Flensburg, Hamburg und Prag.
Ursprünglich war der Film vom Propagandaministerium als Würdigung der deutschen Handelsmarine eingeplant und genehmigt worden. Es wurde bemängelt, dass der Film keine „deutschen Seehelden“ zeige. Vgl. auch Hamburg-Hymne. Goebbels vermutete Hintergedanken bei Käutner, der schon mehrere Konflikte mit den NS-Machthabern gehabt hatte, wegen des ursprünglich angedachten Titels Große Freiheit. Der Film wurde dann in Große Freiheit Nr. 7 umbenannt. Seine Akteure (betrunken, rauchend, sich prügelnd, mit außerehelichen Liebesverhältnissen) entsprachen nicht dem offiziellen Idealbild von deutschen Frauen und Seeleuten. Goebbels hatte zuvor schon durchgesetzt, dass die Hauptfigur „Hannes“ und nicht „Johnny“ heißen soll. Er fand auch, der Film sei zu schwermütig, unterstrichen durch die Musik, wie Beim ersten Mal, da tut’s noch weh, oder könne gar politische Anspielungen enthalten, wie in La Paloma die Worte „… einmal wird es vorbei sein (sic!)“. Großadmiral Karl Dönitz empfand den Film sogar als „wehrkraftzersetzend“.
Um weitere Einflussnahmen der Nationalsozialisten zu vermeiden, aber auch aufgrund der zunehmenden Bombenangriffe, wurden die Filmaufnahmen vom Filmstudio in Babelsberg und von Hamburg nach Prag verlegt. Lediglich die Barkassenfahrt von Gisa und Hannes sowie einige Szenen an den Landungsbrücken, bei der Werft Blohm und Voss und bei Sagebiels Fährhaus nahm man in Hamburg auf. Dabei wurden die im Hamburger Hafen liegenden Kriegsschiffe, die der Regisseur nicht zeigen wollte, mit Tarnnetzen bedeckt. Doch sind einige bewaffnete Frachtschiffe im Hintergrund zu sehen. Die Aufnahmen der Viermastbark Padua wurden auf der Ostsee gedreht, wo der Segler zu dieser Zeit als Ausbildungsschiff eingesetzt war.
Die Uraufführung fand am 15. Dezember 1944 vor ausgewähltem Publikum in Prag statt, allerdings standen auch der Truppenbetreuung der Wehrmacht einige Kopien zur Verfügung. Erst nach Kriegsende, am 9. September 1945, erfolgte der Kinostart erstmals in Berlin-West, nachdem die Alliierte Militärkontrolle den Film zur öffentlichen Vorführung in den von den Westmächten besetzten Zonen Deutschlands freigegeben hatten. Im März 1946 erfolgte die Freigabe für die sowjetisch besetzte Zone durch die Sowjetische Filmkontrolle.
Die „Stiftung Deutsche Kinemathek“ nahm Große Freiheit Nr. 7 im Jahr 1994 nach einer Expertenumfrage in die Liste der „hundert wichtigsten deutschen Filme“ auf.

## Rezeption
„Der Hauch von Melancholie und Resignation, der auf dem Film liegt, und sein poetischer Realismus machen den Film zu einem Kunstwerk.“

„Einer der stimmungsvollsten Filme um den größten deutschen Volksschauspieler (…); mit melancholischen Tönen, aber umso überzeugender; ein Hauch von Poesie und St.-Pauli-Zauber. (Wertung: 3½ Sterne [außergewöhnlich])“

„Alter deutscher Farbfilm (…) Nicht wegen der realistischen Milieuschilderung, sondern im Hinblick auf seine sittliche Indifferenz (voreheliche Hingabe) wird vom Besuch abgeraten. (Die frühere Klassifikation 4 [„Der Film wird abgelehnt“] konnte durch nachträgliche Schnitte gemildert werden.) (Klassifikation 3 [„Vom Besuch wird abgeraten“]“

„Deftiges Seemannsgarn verbindet sich mit nüchternem Realismus und heftigen Gefühlen, authentischer Atmosphäre und einem Hauch von Resignation. Der straff inszenierte Film zeigt Albers als Schauspieler und Sänger von seiner besten Seite. (…) Guter alter Kintopp, farblich reizvoll in Agfacolor gestaltet.“

## Fortwirkung
- Fast alle Schlager und Chansons dieses Films wurden weltberühmt, nämlich: Auf der Reeperbahn nachts um halb eins, La Paloma (mit neuer Textfassung von Helmut Käutner) und Beim ersten Mal, da tut’s noch weh.
- Hannes Kröger ist auch der Name eines Musikprojekts des deutschen Sängers Sascha Wahlbeck und der Produzenten Peter Hoffmann und Franz Plasa. Die Single „Der blonde Hans“ wurde 1988 zum One-Hit-Wonder. Der Dance-Hit enthält zahlreiche Original-Sprechtexte von Hans Albers und Geräusche (z. B. Schiffssirene) aus dem Film Große Freiheit Nr. 7
- Am 12. September 2007 fand im Theater im Pumpenhaus in Münster die Uraufführung des Stückes Große Freiheit der Kompanien „fringe ensemble“ und „phoenix 5“ statt, das auf dem Käutner-Film basiert.
- Im April 2010 inszenierte Luk Perceval am Thalia Theater (Hamburg) ein Theaterstück, das an den Film angelehnt war.